# El tren fantasma (película de 1941)
El tren fantasma (título original en inglés: The Ghost Train) es una película de suspense, misterio y comedia británica de 1941, dirigida por Walter Forde, basada en la obra de teatro de 1923 del mismo título escrita por el dramaturgo británico Arnold Ridley. La película está protagonizada por Arthur Askey, Richard Murdoch, Peter Murray-Hill y Kathleen Harrison en los papeles principales y producida por los estudios cinematográficos Gainsborough Pictures.

## Argumento
Tommy Gander (Arthur Askey), un comediante de vodevil, tira del freno de emergencia de un tren expreso de la Great Western Railway (GWR), deteniéndolo para que pueda recuperar su sombrero. Al regresar al tren, se ve obligado a escapar de un enfadado revisor, por lo que se mete en un compartimiento ocupado por la atractiva rubia Jackie Winthrop (Carole Lynne), con quien coquetea. Otro pasajero, Teddy (Richard Murdoch), también tiene sus ojos puestos en Jackie, pero su acompañante Richard Winthrop (Peter Murray-Hill) los expulsa a ambos del compartimiento. 

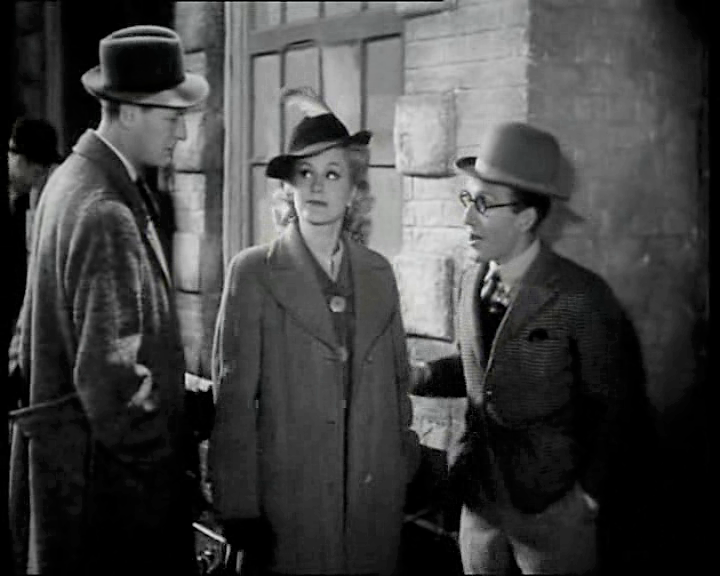
Carole Lynne junto a los actores Arthur Askey (derecha) y Richard Murdoch (izquierda) en un fotograma de la película.

Cuando el tren se detiene en la ficticia Fal Vale Junction en Cornualles, estos cuatro se bajan para cambiar de tren, al igual que Herbert (Stuart Latham) y su prometida Edna (Betty Jardine), la solterona Miss Bourne (Kathleen Harrison) y el chismoso Dr. Sterling (Morland Graham). Sin embargo, el jefe de estación, Saúl Hodgkin (Herbert Lomas) les dice que el último tren con destino a Truro acaba de marcharse, y que no pueden permanecer en la estación, ya que está cerrando la puerta para pasar la noche. Los pasajeros insisten en quedarse, ya que está lloviendo mucho y el pueblo más cercano está a seis kilómetros. 
Hodgkin les advierte que la estación está encantada. Una vez un ramal cruzó el río en un puente giratorio cerca de la estación. Una noche, hace 43 años, el entonces jefe de estación Ted Holmes (Wallace Bosco) sufrió un ataque cardíaco fatal mientras intentaba cerrar el puente, lo que provocó que un tren se hundiera en el río. Desde entonces, periódicamente se ha escuchado un tren fantasma en la vía abandonada. Se dice que mata a cualquiera que lo mire. 

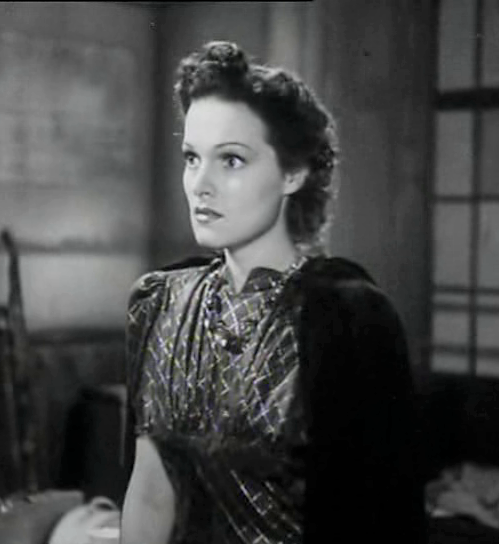
Linden Travers como Julia Price en un fotograma de la película

Con eso, los deja. A medida que los pasajeros se ponen lo más cómodos posible, escuchan pasos afuera. Richard abre la puerta y Hodgkin se derrumba en la habitación. El Dr. Sterling lo declara muerto. Más tarde, aparece una aterrorizada joven vestida de negro (Linden Travers). Ella, Julia, pide ayuda, diciendo que alguien la está persiguiendo. Un automóvil se sale de la carretera y choca contra un árbol. El conductor escapa ileso, pero su automóvil resulta dañado. De vuelta en la sala de espera de la estación, se presenta como John Price (Raymond Huntley) y explica que está buscando a su hermana Julia, quien dice que sufre de delirios. Julia protesta diciendo está mintiendo. Price explica además que pensó que había visto el tren fantasma y se obsesionó con él desde entonces. Los pasajeros le dicen que Hodgkin ha muerto. Cuando Price insiste en ver el cuerpo, descubren que ha desaparecido misteriosamente. 
Precio sale para organizar el transporte. Entonces se escucha un tren que se acerca. Cuando pasa como un trueno, Julia rompe una ventana para mirarla, luego grita y se desmaya. Oyen cantar desde la cercana boca del túnel ferroviario. Julia afirma que Ben Isaacs (D. J. Williams), el único superviviente del accidente, volverá. Teddy dispara al supuesto «fantasma», lo que hace que este huya hacia el túnel, dejando tras de sí una tela manchada de sangre. 
Teddy muestra a los demás la tela manchada de sangre y les ordena, a punta de pistola, que se queden quietos hasta que llegue la policía, pero Richard lo golpea y lo deja inconsciente. Los pasajeros lo llevan al autobús que Price ha conseguido. Cuando Teddy vuelve en sí, está furioso con Richard, ya que ahora no habrá nadie para interceptar el tren en su viaje de regreso. Cuando Gander comenta que había devuelto el puente a la posición abierta, el Dr. Sterling ordena de repente al conductor del autobús que se detenga, mientras su cómplice, Price, saca su propia pistola. Sterling ordena al conductor que dé la vuelta para advertir al tren. 
Mientras tanto, se cargan armas a bordo del «tren fantasma»; un Hodgkin muy vivo ordena al tren que se detenga y sube a bordo. Teddy explica que el tren realmente está siendo utilizado por quintocolumnistas nazis para transportar armas en secreto. Mientras Price baja por el terraplén con Julia y el conductor para intentar detener el tren, Teddy golpea a Sterling y toma el control de la situación. El tren se sumerge en el río. 

## Reparto
- Arthur Askey como Tommy Gander
- Richard Murdoch como Teddy Deakin
- Kathleen Harrison como Miss Bourne
- Peter Murray-Hill como R. G. Winthrop
- Carole Lynne como Jackie Winthrop
- Morland Graham como Dr. Sterling
- Betty Jardine como Edna
- Stuart Latham como Herbert
- Herbert Lomas como Saúl Hodgkin
- Raymond Huntley como John Price
- Linden Travers como Julia Price
- D. J. Williams como Ben Isaacs
- George Merritt como Inspector
- Sidney Monckton como guardia del tren
- Wallace Bosco como Ted Holmes
- William Thomas Jones como el conductor

## Producción
La primera versión cinematográfica sonora se estrenó en 1931 con Jack Hulbert como el protagonista principal. La versión de Askey se anunció en agosto de 1939. El guion tuvo que ser reescrito para adaptarse al actor y comediante Arthur Askey; las escenas, que en la película de 1931 interpretaba Hulbert, se repartieron entre Askey y Richard Murdoch.
La filmación comenzó en febrero de 1941. Fue uno de los primeros papeles de Carole Lynne, quien había sido descubierta bailando en el West End. El rodaje tuvo lugar en los estudios Lime Grove en Shepherd's Bush (Londres), con decorados diseñados por el director de arte Alex Vetchinsky. También se tomaron algunas tomas de lugares alrededor de Teignmouth y Dawlish Warren en Devon.

## Críticas
El Monthly Film Bulletin lo describió como «un thriller elegante». La revista mensual de cine Sight & Sound lo consideró «más divertido y fantasmal que el original». Ya en el siglo XXI, la revista TV Guide señaló que la película era «buena para algunas risas y un par de sorpresas escalofriantes».